# Sofie Staelraeve
Sofie Staelraeve (Kortrijk, 14 oktober 1975) is een voormalig Belgisch politica voor de Open Vld.

## Levensloop
In 1998 studeerde Staelraeve af als licentiate in de politieke en sociale wetenschappen aan de Rijksuniversiteit Gent. Van 1999 tot 2001 was zij diensthoofd van het departement externe zaken van de stad Waregem en daarna was ze van 2001 tot 2007 doctoraatsonderzoekster en assistente aan de vakgroep politieke wetenschappen van de Gentse universiteit, waar ze in 2007 een doctoraat in de politieke wetenschappen behaalde, dat handelde over parlementaire onderzoekscommissies als vorm van politiek crisismanagement in België.
Tijdens haar studies was Staelraeve lid van het Liberaal Vlaams Studentenverbond van Gent, waarvan ze van 1996 tot 1998 secretaris was.  Tussen 2001 en 2007 was ze voorzitter van de VLD van Kuurne en in 2002 werd ze ook nationaal bestuurslid van Jong VLD nationaal. Bij de verkiezingen van mei 2003 was ze derde opvolger op de West-Vlaamse kamerlijst. Nog in 2003 verloor ze met één stem de voorzittersverkiezingen van Jong VLD, maar ze werd toch nog ondervoorzitter, een functie die ze bleef uitoefenen tot in 2004. In 2004 werd ze benoemd tot secretaris-generaal van de VLD, wat ze bleef tot in 2008. 
Bij de lokale verkiezingen van oktober 2006 werd Staelraeve verkozen tot gemeenteraadslid van Kuurne. Tussen 2007 en januari 2010 was ze er schepen van Toerisme en Volksgezondheid en OCMW-voorzitter. Begin 2010 volgde Geert Veldeman haar op, zoals bij de bestuursvorming was afgesproken. Ze vertrok daarna uit de gemeenteraad, want ze verhuisde naar Waregem, waar ze op vraag van Vincent Van Quickenborne de lokale afdeling ging ondersteunen. Later dat jaar werd ze er lokaal voorzitster. In mei 2011 liet ze die functie al varen, omdat ze zich meer wou toeleggen op haar job bij Voka, waar ze sinds 2010 adviseur was. Bij de gemeenteraadsverkiezingen van oktober 2012 stond ze in Waregem op de Open Vld-lijst, maar ze raakte niet verkozen.
Bij de federale verkiezingen van juni 2007 was ze eerste opvolger in West-Vlaanderen. Ze volgde op 20 maart 2008 Vincent Van Quickenborne op als lid van de Kamer van volksvertegenwoordigers. Vanaf 2 juli 2009 zetelde ze in de Kamer ter vervanging van Bart Tommelein. Bij de verkiezingen van juni 2010 raakte ze niet herkozen. Als Kamerlid maakte Staelraeve uit van de commissie Bedrijfsleven, Wetenschapsbeleid, Onderwijs, Middenstand en Landbouw.
Van 2010 tot 2016 was Staelraeve adviseur bij Voka, waar ze Voka Health Community coördineerde, een netwerk van kenniscentra, patiëntengroepen, zorgorganisaties en bedrijven in de gezondheidszorg. Eind 2014 duidde Open Vld haar aan als bestuurslid voor het Agentschap voor Innovatie door Wetenschap en Technologie, hetgeen ze bleef tot in 2016. Ook werd ze lid van het beheerscomité van het e-healthplatform en was ze in 2016 oprichter van het bedrijf Dash+, een consultancybureau dat innovatieve health ondernemers ondersteunt en dat Staelraeve tot in 2024 leidde. Sinds 2024 is Staelraeve verantwoordelijke public affairs Benelux bij Lime, een online platform voor deelfietsen en -steps.